# Lara Croft and the Guardian of Light
Lara Croft and the Guardian of Light is een spin-off van de Tomb Raider-serie. Het werd uitgebracht in 2010. Het spel is een driedimensionaal actiespel met een vaste camerapositie. De speler bestuurt Lara Croft of de 2000 jaar oude Mayakrijger Totec en moet gedurende het spel puzzels oplossen en vijanden verslaan. Het spel werd uitgebracht voor Microsoft Windows, PlayStation 3, Xbox 360, iOS en Android. Op 1 februari 2021 verscheen het spel op Google Stadia.

## Verhaallijn
Tweeduizend jaar geleden vond het gevecht tussen Totec, de beschermer van het licht, en Xolotl, de heerser over de duisternis, plaats. Xolotl is hier gebaseerd op de Azteekse god Xolotl. Hoewel Xolotl in eerste instantie Totecs leger vernietigt met de "mirror of smoke", weet Totec te overleven en Xolotl in de spiegel gevangen te zetten. Totec verandert in een stenen beeld en bewaakt de spiegel, opdat Xolotl niet kan ontsnappen.
Als Lara Croft hoort van deze spiegel gaat ze op zoek. Ze vindt de spiegel, maar is gevolgd door een groep huurlingen die haar de spiegel afnemen. Xolotl ontsnapt uit de spiegel en het standbeeld van Totec komt tot leven. Hij waarschuwt Lara dat Xolotl gestopt moet worden voordat de dageraad aanbreekt. Afhankelijk of het spel met 1 of 2 spelers gespeeld wordt, zullen de wegen van Totec en Lara hier scheiden of zullen ze samenwerken om Xolotl te stoppen.